# Ludwig Gall (Musiker)
Ludwig Gall (get. 16. Juli 1769 in Wien; † 24. März 1845 ebenda) war ein österreichischer Beamter, Pianist und Schüler von Wolfgang Amadeus Mozart.

## Leben
Ludwig Gall war der Sohn von Gottfried Gall, Hausvater des 1783/1784 aufgehobenen Johannes-Spitals in Wien, und wurde zwischen 1781 und 1784 Klavierschüler Mozarts. Auch in späteren Jahren blieb er seinem Lehrer verbunden und war einer der Wenigen, die unmittelbar nach Mozarts Tod – in dessen letzter Wohnung in der Rauhensteingasse – seine Leiche sahen: „In einem Sarge liegend, mit einem schwarzen Habite angethan welcher m. Kapuzze das blonde Haupt bis zur Stirne einhüllt, die Hände über die Brust gefaltet“.
1805 veröffentlichte er ein Buch über Wartung und Pflege von Klavierinstrumenten, in dem er zugleich einige der von Joseph Wachtel gebauten Pyramiden- und Giraffenklaviere vorstellte. 
1823 war Gall „Kanzellist bey der k. k. Tabak- und Stempelgefälls-Direction“ und wohnte in der Vorstadt Landstraße, Blumengasse Nr. 104. Daneben ist er in einem Wiener Adressbuch als „Tonkünstler“ mit dem Instrument „Pianoforte“ aufgeführt. Das staatliche Unternehmen, für das er arbeitete, war 1784 gegründet worden, da die Herstellung von Tabakwaren zu dieser Zeit ein Monopol des österreichischen Staates war.
Ab 1838 veröffentlichte Gall „die vorzüglichsten Tonwerke von W. A. Mozart“ in Bearbeitungen für zwei Klaviere („Doppel-Clavier-Partitur“), um sie auf diese Weise zu popularisieren. Er wohnte zu dieser Zeit noch immer in der Blumengasse (jetzt Nr. 117).
Daneben veranstaltete Gall in „einer Reihe von Jahren“ private Konzerte, die als „Abendunterhaltung in Productionen classischer Musik“ bezeichnet wurden.  Vornehmlich gelangten dabei Werke Mozarts zur Aufführung.
Gall wohnte bis zuletzt „auf der Landstraße Nr. 117“, wo er am 24. März 1845 am „Lungenschlag“ gestorben ist.

## Schriften
- Clavier-Stimmbuch oder deutliche Anweisung wie jeder Musikfreund sein Clavier-Flügel, Fortepiano und Flügel-Fortepiano selbst stimmen, repariren, und bestmöglichst gut erhalten könne. Nebst einer Nachricht von einigen neuerfundenen musikalischen Instrumenten des Herrn Joseph Wachtl, Wien: Carl Kupffer 1805. – Reprint: Straubenhardt: Antiquariat-Verlag Zimmermann 1988. (Digitalisat)